# Білл Блер
Вільям Стерлінґ Блер (англ. William Sterling Blair; нар. 9 квітня 1954, Скарборо, Онтаріо) — канадський політик і державний діяч. З 2023 року він обіймав посаду міністра національної оборони в 29-му кабінеті міністрів Джастіна Трюдо. Блер, будучи членом Ліберальної партії, представляє округ Скарборо-Саутвест у Палаті громад Канади. Раніше Білл Блер обіймав посади міністра прикордонної безпеки та боротьби з організованою злочинністю, а також міністра громадської безпеки та надзвичайних ситуацій.

## Життєпис
Перш ніж зайнятись політикою, Блер пропрацював у Поліції Торонто (TPS) протягом чотирьох десятиліть і був начальником поліції з 2005 року до виходу у відставку в 2015 році.

## Політична кар'єра
Ліберальна партія запросила Блера бути кандидатом на виборах у Скарборо-Саутвест під час федеральних виборів 2015 року. 25 квітня Блер дав згоду балотуватися на виборах у Скарборо-Саутвест і переміг 13 червня 2015 року.

### 42-й законодавчий період
19 жовтня 2015 року Блера було обрано до 42-го парламенту Канади від виборчого округу Скарборо-Саутвест. 28 січня 2017 року Блера було призначено парламентським секретарем міністра юстиції. У січні 2016 року Блера було призначено керівником федеральної та провінційної робочої групи з розробки плану легалізації канабісу в Канаді. 19 вересня 2017 року Блер став парламентським секретарем міністра охорони здоров'я.
Блер обіймав різні посади в Департаменті громадської безпеки та готовності до надзвичайних ситуацій. 18 липня 2018 року Блера було призначено міністром прикордонної безпеки та боротьби з організованою злочинністю.

### 43-й законодавчий період
Блера було призначено міністром громадської безпеки та готовності до надзвичайних ситуацій 20 листопада 2019 року, через місяць після його переобрання до 43-го парламенту Канади . На цій посаді він контролював закриття кордону між Канадою та США під час пандемії COVID-19 .

### 44-й законодавчий період
26 жовтня 2021 року Блер став президентом Таємної ради та виключив зі свого портфеля портфель громадської безпеки. Невдовзі після переобрання до 44-го парламенту Канади він став міністром з питань надзвичайних ситуацій. У листопаді 2021 року Блер керував операцією Збройних сил Канади з надання допомоги людям на тихоокеанському узбережжі Британської Колумбії під час сильних злив, які спричинили зсуви та повені. Блер відіграв ключову роль у реагуванні федерального уряду на протест «Конвой свободи», під час якого прем'єр-міністр Трюдо 14 лютого 2022 року застосував Закон про надзвичайні ситуації. У вересні 2022 року Блер координував реагування федерального уряду на ураган «Фіона».
Під час перестановки в кабінеті міністрів у липні 2023 року його було призначено міністром національної оборони.

## Вебпосилання
- Вебсайт уряду Канади, шановний Білл Блер

1. 1 2 3 4  https://www.elections.ca/content.aspx?section=res&dir=rep/off/44gedata&document=index&lang=e — Elections Canada.
2. ↑  https://www.ourcommons.ca/Parliamentarians/en/members?view=ListAll
3. ↑  https://www.ourcommons.ca/Parliamentarians/en/members
4. 1 2 3 4  Cabinet